# هانس شميت (ضابط)
هانس شميت (بالألمانية: Hans Schmidt)‏ هو ضابط ألماني، ولد في 28 أبريل 1877 في أولم في ألمانيا، وتوفي في 5 يونيو 1948 في شتوتغارت في ألمانيا.